# Paulo Sérgio Rosa
Paulo Sérgio Rosa, közismerten Viola (São Paulo, 1969. január 1. –) brazil labdarúgó, aki csatárként játszik. Játszott az 1994-es labdarúgó-világbajnokságon, és csereként szerepelt a döntőben is.

## Díjai

### Klubszinten
- São Paulo-i állami bajnok: 1988, 1995
- Világbajnok: 1994
- Brazil Kupa-győztes: 1995
- Copa CONMEBOL-győztes: 1998
- Brazil bajnok: 2000
- Copa Mercosur-győztes: 2000

### Egyéni
- São Paulo-i állami bajnokság gólkirálya: 1993
- Brazil bajnokság gólkirálya: 1998
- Copa CONMEBOL gólkirálya: 1998

## Külső hivatkozások
- A guardian cikke (angolul)
- Sambafoot (angolul)
- Interjú az NSO-n (magyarul)

| Előző Edmundo | Brazil bajnokság gólkirálya 1998 | Következő Guilherme |